# Выгодский, Марк Яковлевич
Марк Яковлевич Выгодский (2 октября 1898, Минск — 26 сентября 1965, Пятигорск) — советский математик, доктор физико-математических наук (1938), профессор МГУ имени М. В. Ломоносова (1931—1948) и Тульского государственного педагогического университета (в то время Тульского педагогического института) (1952). Автор целого ряда учебников и справочников по математике, один из основателей советской историко-математической школы, переводчик сочинений Кеплера, Монжа, Эйлера.
Брат музыканта-органиста Николая Яковлевича Выгодского (1900—1939).

## Биография
Родился в семье инженера-химика Якова Ильича Выгодского. Окончил гимназию в Баку (1916), где жила семья по месту работы отца, в том же году поступил в Варшавский университет, располагавшийся в эвакуации в Ростове-на-Дону.
С марта по август 1917 г. Марк Яковлевич состоял членом партии меньшевиков. В феврале 1920 г. вступил в ВКП (б).
С 1921 г. (в ряде источников с 1925 г.) — член профсоюза работников высшей школы.
В 1921 г. поступил в Московский университет, который окончил в 1923 г. по специальности «Математика».
Приблизительно с 1921 г. начал преподавать стенографию в Коммунистическом университете им. Свердлова, с этого же года (в некоторых источниках — с 1923 или 1925 г.) — математику.
В 1923 г. опубликовал свою первую книгу — «Курс парламентской стенографии».
В 1925—1929 гг. учился в аспирантуре по специальности «История математики» в МГУ, научным руководителем был О. Ю. Шмидт. В те же годы преподавал в Институте красной профессуры, был членом месткома.
В 1926 г. опубликовал первую научную работу — «Платон как математик».
В сентябре 1927 г. женился на Татьяне Алексеевне Бызовой.
В 1929—1931 гг. работал в качестве доцента и впоследствии профессора на кафедре математики химического факультета Московского химико-технологического института.
В 1930—1931 гг. заведовал кафедрой математики в Военно-химической академии РККА (созданной на базе химического факультета упраздненной Военно-технической академии РККА и 2-го Московского химико-технологического института).
В 1931 г. родилась дочь Елена.
В 1931—1941 гг. — действующий член Научно-исследовательского института механики (НИИМ) МГУ. В 1931—1939 гг. работал в МГУ в качестве сначала директора НИИМ, затем его действительного члена (профессора) и, наконец, профессора механико-математического факультета.
С 1932 г. был членом Московского математического общества, в 1932—1934 гг. и 1952—1953 гг. — вице-президентом.
В 1932—1934 гг. работал главным редактором ГТТИ (Государственное технико-теоретическое издательство).
В 1933 г. родилась дочь Нина.
В 1934—1956 гг. был членом президиума Всесоюзной математической ассоциации.
В 1934—1936 гг. (в одном источнике — до 1935 г.) работал в качестве старшего научного специалиста Института истории науки и техники Академии наук СССР (в Ленинградском отделении).
В январе 1935 г. был арестован брат Н. Я. Выгодский по обвинению по ст. 58.10 УК РСФСР, в том же году он был приговорен к заключению в исправительно-трудовой лагерь (Белбалтлаг НКВД) сроком на пять лет.
В июне 1935 г. М. Я. Выгодский был исключен из партии ВКП(б) во время партийной проверки за пассивность как случайно пробравшийся в партию и не проявивший себя коммунистом и за протаскивание чуждых марксизму взглядов в книге «Галилей и инквизиция».
В 1936—1938 гг. работал в должности профессора Менделеевского химико-технологического института.
В 1937 г. получил ученую степень кандидата физико-математических наук (без защиты диссертации).
В 1938 г. получил ученую степень доктора физико-математических наук, защитил диссертацию «Математика древних вавилонян (вавилонская арифметика и алгебра)» в Совете механико-математического факультета МГУ.
В 1939 г. брат Н. Я. Выгодский умер в заключении.
В 1939—1941 гг. работал профессором Калининского государственного педагогического института.
В 1941 г. эвакуирован с семьей в Алма-Ату.
В 1941—1945 гг. — профессор, заведующий кафедрой геометрии Казахского государственного университета.
В 1942 г. получил ученое звание профессора по кафедре геометрии.
В 1945 г. награжден почетной грамотой Президиума Верховного совета Казахской ССР за выдающуюся работу по подготовке научных кадров.
В 1945—1948 гг. работал в должности профессора в МГУ.
В 1946—1947 гг. — профессор Ростовского государственного университета.
В 1947—1949 гг. — профессор Московского заочного института машиностроения (Всесоюзного заочного машиностроительного института).
В 1952—1960 гг. — профессор Тульского государственного педагогического института.
В 1960 г. вышел на пенсию.
С 1962 г. был профессором-консультантом кафедры высшей математики Политехнического института.
С 1963 г. работал профессором-консультантом Тульского горного института.
6 сентября 1965 г. М. Я. Выгодский умер.
Прах М. Я. Выгодского захоронен на Новодевичьем кладбище Москвы на участке А. И. Казакова — родственника и крестника ученицы математика А. В. Бочарниковой — племянницы главного врача Железноводской клиники Б. Н. Папкова, с которым он также был знаком. На памятнике из лабрадорита выбиты слова, часто повторявшиеся Марком Яковлевичем: «Я не могу не думать о том, о чём думают мои ученики».

## Семья
Жена — Выгодская (ур. Бызова) Татьяна Алексеевна (1900—1980), похоронена на Новодевичьем кладбище.
дочери — Елена Марковна (скончалась в 1996 г.), похоронена на Ново-Донском кладбище, и Нина Марковна Выгодская (родилась 21 марта 1933 года, по браку Гурова), похоронена на Троекуровском кладбище.
Внучка — Выгодская Ольга Дмитриевна (скончалась в 2020 г.), переводчик с немецкого языка, композитор.
Правнук — Гуров Олег Николаевич, кандидат философских наук, философ, культуролог, научный сотрудник Центра искусственного интеллекта МГИМО, доцент экономического факультета МГУ им. М. В. Ломоносова, доцент ГАУГН . Автор серии статей, посвященных биографии и вкладу М. Я. Выгодского в науку и культуру, опубликованных в 2023 году в ведущих научных журналах «Науковедческие исследования», «Искусственные общества», «Новое прошлое».

## Научные труды
| Название                                                                        | Источник                                                            | Год и реквизиты                     |
| Арифметика и алгебра в Древнем Мире                                             | Гостехиздат                                                         | 1941                                |
| Возникновение дифференциальной геометрии                                        | Архив истории науки и техники                                       | 1935, выпуск 6                      |
| Галилей и инквизиция                                                            | Гостехиздат                                                         | 1934                                |
| Геометрия для ремесленных училищ                                                | Гостехиздат                                                         | 2 издания: 1937, 1944               |
| Дифференциальная геометрия                                                      | Гос. изд-во технико-теорет. лит-ры                                  | 1949                                |
| Иоганн Кеплер и его научная деятельность                                        | ГНТИ                                                                | 1934                                |
| К вопросу о преподавании аналитической геометрии в пединституте                 | Ученые записки Тульского государственного педагогического института | 1954, выпуск 5                      |
| Комментарий к «Приложениям анализа к геометрии» Г. Монжа                        | Гостехиздат                                                         | 1936                                |
| Краткий учебник высшей математики                                               | Гостехиздат                                                         | 2 издания: 1941, 1947               |
| Краткий учебник геометрии                                                       | Гостехиздат; Трудрезервиздат                                        | 2 издания: 1945, 1950               |
| Математика древних вавилонян (диссертация)                                      | Успехи мат. Наук                                                    | 1937-1938, № 7,8                    |
| Математика и ее деятели в Московском Университете                               | Ист.-мат. Исследования                                              | 1948, выпуск 2                      |
| Московская математическая школа во второй половине XIX века                     | Ученые записки МГУ                                                  | Детали выясняются                   |
| О «Началах» Евклида                                                             | Ист.-мат. исследования                                              | 1949, выпуск 2                      |
| О дифференциальном исчислении Эйлера                                            | Л. Эйлер. Дифференциальное исчисление. Гостехиздат                  | 1949                                |
| О замкнутых линиях с заданной индикатрисой касательных                          | Математический сборник                                              | 1945,том 58, № 1                    |
| О новой работе Мордухай-Болтовского                                             | Естествознание и марксизм                                           | Между 1929—1931 (детали выясняются) |
| О преподавании анализа бесконечно-малых во втузах                               | Естествознание и марксизм                                           | Между 1929—1931 (детали выясняются) |
| О синтетических доказательствах и дифференциальной геометрии                    | Труды второго Всесоюзного математического съезда                    | 1934                                |
| Об одном применении диагонального процесса к комбинаторным задачам              | Математический сборник                                              | 1935,том 42, № 1                    |
| Об учебнике Гренвиля-Лузина                                                     | Естествознание и марксизм                                           | Между 1929—1931 (детали выясняются) |
| Об учебнике Комарова                                                            | Естествознание и марксизм                                           | Между 1929—1931 (детали выясняются) |
| Основы исчисления бесконечно малых                                              | ГНТИ                                                                | 3 издания: 1931, 1932, 1933         |
| Платон как математик                                                            | Вестник Ком. Академ.                                                | 1926 год, № 16                      |
| Понятие числа в его развитии                                                    | Естествознание и марксизм                                           | 1929 год, № 2                       |
| Проблемы истории математики с точки зрения методологии марксизма                | Естествознание и марксизм                                           | 1930, № 2-3                         |
| Профессор А. Ю. Давидов и его учебники                                          | Педагогическая энциклопедия, том 2                                  | 1965                                |
| Русские переводы «Начал» Евклида                                                | Рукопись                                                            |                                     |
| Сборник задач по математике (вместе с Антоновым Н. П., Никитиным В. В. и др).   | Гостехиздат                                                         | 1951                                |
| Справочник по высшей математике                                                 | Гостехиздат                                                         | 1956 — первое издание               |
| Справочник по элементарной математике                                           | Гостехиздат                                                         | 7 изданий: 1941—1954                |
| Статьи: Евклид, Диофант, Ферма                                                  | Большая Советская Энциклопедия                                      | 1926—1947                           |
| Математика: учебник для ремесленных, железнодорожных и горнопромышленных училищ | Трудрезерв                                                          | 1954                                |
| Феликс Клейн и его историческая работа                                          | Ф. Клейн. Лекции о развитии математики в XIX столетии. ОНТИ         | 1937                                |

Переводы и редакция переводов, осуществленных М. Я. Выгодским:
| Автор и название книги                                                            | Издательство      | Год издания       | С какого иностранного языка |
| Дингельдей Ф. Сборник упражнений и практических задач по интегральному исчислению | ОНТИ              | 1932              | с немецкого                 |
| Цейтен Г. Г. История математики в древности и в средние века                      | ОНТИ              | 1932              | С французского              |
| Бляшке В. Дифференциальная геометрия                                              | ОНТИ              | 1935              | с немецкого                 |
| Монж Г. Приложение анализа к геометрии                                            | ОНТИ              | 1936              | С французского              |
| Евклид. Начала                                                                    | Гостехиздат       | 1948              | С греческого                |
| Эйлер Л. Дифференциальное исчисление                                              | Гостехиздат       | 1949              | С латинского                |
| Фурье Ш. Аналитическая теория теплоты                                             | Детали выясняются | Детали выясняются |                             |